# تپه رشی فیروزان
تپه رشی فیروزان مربوط به دوران‌های تاریخی پس از اسلام است و در فیروزان، ۴۰۰ متری غرب شهر واقع شده و این اثر در تاریخ ۲۴ اسفند ۱۳۸۳ با شمارهٔ ثبت ۱۱۴۳۲ به‌عنوان یکی از آثار ملی ایران به ثبت رسیده است.